# Branka Katić
Branka Katić (srb. cr. Бранка Катић; Belgrado, 20 gennaio 1970) è un'attrice serba.

## Biografia
Troviamo le sue principali interpretazioni nei film Gatto nero, gatto bianco (1998) di Emir Kusturica, Rane (1998) di Srđan Dragojević, Im Juli (2000) di Fatih Akın, Jagoda: Fragole al supermarket (2003) di Dusan Milic, Nemico pubblico - Public Enemies del (2009) di Michael Mann e Captain America: The Winter Soldier (2014) dei fratelli Russo.

### Vita privata
È sposata con il regista e produttore televisivo inglese Julian Farino, con il quale ha due figli.

## Filmografia parziale

### Cinema
- Nije lako sa muškarcima, regia di Mihailo Vukobratovic (1985)
- Policajac sa Petlovog brda, regia di Mihailo Vukobratovic (1992)
- Mi nismo anđeli, regia di Srđan Dragojević (1992)
- Bulevar revolucije, regia di Vladimir Blazevski (1992)
- Slatko od snova, regia di Vladimir Zivkovic (1994)
- Biće bolje, regia di Milan Zivkovich (1994)
- Tamna je noć, regia di Dragan Kresoja (1995)
- Ubistvo s predumišljajem, regia di Gorcin Stojanovic (1995)
- Lepa sela lepo gore, regia di Srđan Dragojević (1996)
- Rane, regia di Srđan Dragojević (1998)
- Gatto nero, gatto bianco (Crna mačka, beli mačor), regia di Emir Kusturica (1998)
- Im Juli, regia di Fatih Akın (2000)
- Sand, regia di Alexis Dos Santos (2001)
- Addicted to the Stars, episodio di Ten Minutes Older: The Cello, regia di Michael Radford (2002)
- Jealousy, regia di Dania Saragovia - cortometraggio (2002)
- Jagoda: Fragole al supermarket (Jagoda u supermarketu), regia di Dusan Milic (2003)
- Pad u raj, regia di Milos Radovic (2004)
- Floating, regia di Mark Walker - cortometraggio (2004)
- The Truth About Love, regia di John Hay (2005)
- Complicità e sospetti (Breaking and Entering), regia di Anthony Minghella (2006)
- The Englishman, regia di Ian Sellar (2007)
- Nemico pubblico - Public Enemies (Public Enemies), regia di Michael Mann (2009)
- Zena sa slomljenim nosem, regia di Srdjan Koljevic (2010)
- L'homme qui voulait vivre sa vie, regia di Éric Lartigau (2010)
- Scatti rubati (L'homme qui voulait vivre sa vie), regia di Éric Lartigau (2010)
- Möbius, regia di Éric Rochant (2013)
- Falsifikator, regia di Goran Markovic (2013)
- Captain America: The Winter Soldier, regia di Anthony e Joe Russo (2014)
- The Roads Not Taken, regia di Sally Potter (2020)

### Televisione
- Bolji zivot – serie TV, 9 episodi (1987)
- Auf Wiedersehen, Pet – serie TV, 7 episodi (2002-2004)
- Mile vs. tranzicija – serie TV, 6 episodi (2007)
- Big Love – serie TV, 14 episodi (2007-2011)
- The Jury II – serie TV, 5 episodi (2011)
- Blackout – Miniserie TV, 3 episodi (2012)
- Red Widow – serie TV, episodi 1x05-1x07-1x08 (2013)
- The Paradise – serie TV, episodi 2x02 e 2x08 (2013)
- Silent Witness – serie TV, 2 episodi (2015)